# سرخس باتلاقی کونت
سرخس باتلاقی کونت (نام علمی: Thelypteris kunthii) نام یک گونه از سرده سرخس باتلاقی است.